# Adolf Muschg
Pour les articles homonymes, voir Muschg.
Adolf Muschg, né le 13 mai 1934 à Zollikon (canton de Zurich), est un écrivain et professeur suisse de langue allemande. Il fait partie du groupe d'Olten.

## Biographie
Dans sa jeunesse, Adolf Muschg étudie la littérature allemande et anglaise ainsi que la philosophie aux universités de Zurich et de Cambridge. Il obtient un doctorat avec une thèse sur Ernst Barlach.
Entre 1959 et 1962, il travaille comme professeur à Zurich. Par la suite il exerce également comme professeur en Allemagne (Göttingen), aux États-Unis et au Japon. De 1970 à 1999, il est professeur à l'École polytechnique fédérale de Zurich.
Muschg est l'auteur de la préface du livre polémique de Fritz Zorn, Mars.
Adolf Muschg a remporté le prix Georg-Büchner en 1994. Son fonds d'archives se trouve aux Archives littéraires suisses à Berne. Une grande partie de ses livres sont publiés chez les Éditions Gallimard en langue française.
Le 19 février 2015, il remporte le Grand Prix suisse de littérature, pour son humanisme et son engagement, remise à la Bibliothèque nationale par le ministre de la culture Alain Berset.

### Famille
L'historien de la littérature, essayiste et homme politique suisse Walter Muschg (1898-1965) est le demi-frère de l'écrivain Adolf Muschg.

## Œuvres traduites en français
- Cinq discours d'un Suisse à sa nation qui n'en est pas une (Wenn Auschwitz in der Schweiz liegt). Zoé, Carouge-Genève 1997.  (ISBN 2-88182-317-3)
- Notre temps est à l'orage (Empörung durch Landschaften). Zoé, Carouge-Genève 1990.  (ISBN 2-88182-072-7)
- La lumière et la clef : roman d'éducation d'un vampire (Das Licht und der Schlüssel). Gallimard, Paris 1986.  (ISBN 2-07-070638-9)
- Bayoun ou le Voyage en Chine (Baiyun oder Die Freundschaftsgesellschaft). Gallimard, Paris 1984.  (ISBN 2-07-070170-0)
- Ce sera tout ? (Noch ein Wunsch). Gallimard, Paris 1981.
- L'impossible enquête (Albissers Grund). Gallimard, Paris 1977.  (ISBN 2-07-029599-0)
- Histoires d’amour (Liebesgeschichten). Gallimard, Paris 1977.  (ISBN 2-07-029621-0)